# ジョリー (曲)
「ジョリー」（Jolie）は、アル・クーパーが作詞作曲し1972年にシングルとして発表した楽曲。

## 概要
録音はジョージア州ドラビルにある「スタジオ・ワン」で、アトランタ・リズム・セクションのメンバーとともに行われた。演奏者はアル・クーパー（ボーカル、ピアノ、シンセサイザー）、J・R・コッブ（アコースティック・ギター）、バリー・ベイリー（エレクトリック・ギター）、ポール・ゴダード（ベース）、ロバート・ニックス（ドラムズ）。ニューヨークのレコード・プラント・スタジオとスタジオ・ワンで行われたアルバム『赤心の歌』のレコーディングには、リンダ・ノーヴェンバー、マレサ・スチュワート、ターシャ・トーマス、アイリーク・ギルバート、パティ・オースティン、アルバータイン・ロビンソン、マイケル・ゲイトリー、ロバート・ジョンらがバッキング・ボーカルとして参加している。
タイトルの「ジョリー」は、クインシー・ジョーンズとジェリ・コードウェル（1957年結婚、1966年離婚）との間に生まれた娘、ジョリー・ジョーンズ（Jolie Jones）を指していると言われ、クーパーは当時彼女と恋愛関係にあった。
1972年12月発売のアルバム『赤心の歌』に収録。

## カバー・バージョン
- ラティモア - 1973年のアルバム『Latimore』に収録。
- トニー・オーランド&ドーン - 1973年のアルバム『Tuneweaving』に収録。
- COSA NOSTRA - 1994年のシングル。
- YOSHIKA - 2003年のシングル。ソニー「Cyber-shot」のコマーシャルソングとして使用された[4]。